# Гнезно
Гне́зно (також Гні́зно, Гнє́зно, Ґне́зно; пол. Gniezno — чит. Ґнє́зно) — місто в західній Польщі, розташоване у Великопольському воєводстві. 70 тис. мешканців (2004). З 1000 року — місце архієпископської катедри, місце коронації (до XIV ст.) польських королів, колишня столиця Королівства Польського.

## Легенда про заснування Гнезна
Про заснування Гнезна є легенда з трьома братами. Жили-були Лех, Чех і Рус. Проривалися вони через густі ліси у пошуках землі, на якій могли б поселитись. Одного дня, під час їхньої подорожі, раптово непрохідний ліс закінчився. Вони побачили перед собою небачений досі краєвид: полога долина, вкрита пагорбами і облита вінком невеликих озер. На найвищому узгір'ї, на старому самотньому дубі, орел звив гніздо. Зачарований цим краєвидом, Лех вимовив: «Цього білого орла я приймаю за герба люду свого, а навколо дуба я побудую з́амок свій і від орлиного гнізда Гнезном його я назву». І Лех осів разом зі своїм людом, а Чех попрямував на південь, а Рус на схід від місця знаходження Леха…

## Історія

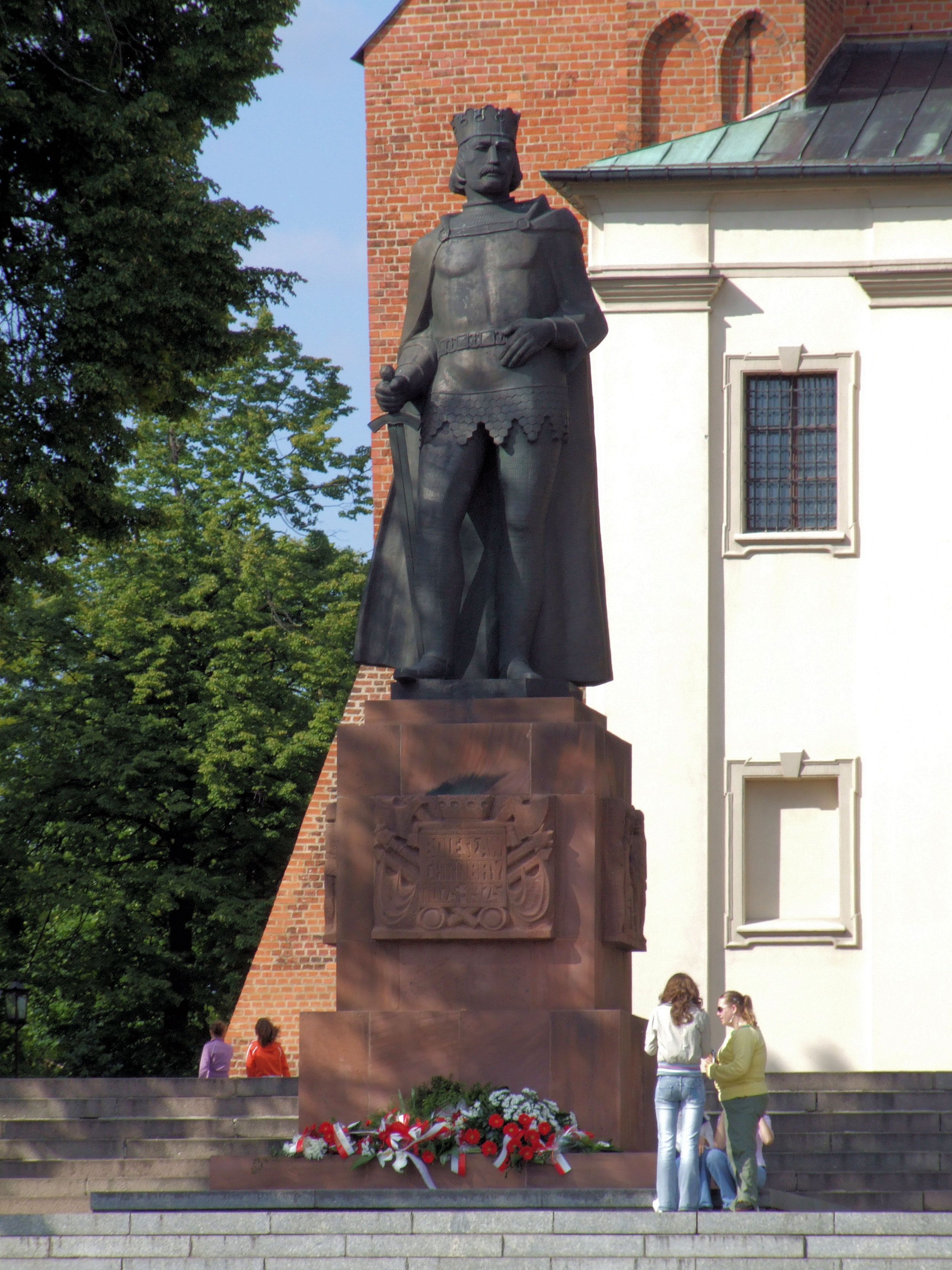
Статуя Болеславу I Хороброму в місті

Гнезно є одним із найстаріших міст країни, його виникнення відносять до кінця VIII ст. Археологічні розкопки ведуться тут з 1936 р. Були виявлені культурні шари VIII —XIII ст. з дерев'яно-земляними спорудами, зрубовими будинками з печами-кам'янками, майстровими і господарськими спорудами. Отримано багато матеріалів з історії культури, ремесла і торгівлі стародавньої Польщі.
У X ст. Гнезно було столицею стародавньої польської держави, головним центром так званого П'ястовського шляху, що сполучав місця, пов'язані з початком утворення польської держави. Тут почався процес об'єднання слов'янських племен, завершений князем Мешком I — першим князем Польщі. Він також ввів християнство у Польщі; перша єпархія була утворена саме в Гнезні. У той час місто було значним ремісничим центром і вело жваву торгівлю з арабським Сходом, підтримувало постійні торгові стосунки з Києвом.
З 1000 року Гнезно — місце архієпископської кафедри, місце коронації (до XIV ст.) польських королів. У 1000 році в Гнезно відбулася зустріч Болеслава I Хороброго й імператора Священної Римської Імперії Оттона III, на якій було вирішено питання самостійності нової держави і згодом надання Болеславові королівського титулу. Коронувався Болеслав I у Гнезні 1025 року.
Міста Гнезно і сусідня Познань були захоплені, пограбовані й знищені в 1038 р. чеським герцогом Бретіславом I, що підштовхнуло наступних польських правителів перенести польську столицю у Краків. Собор архієпископа був збудований заново наступним правителем Польщі Болеславом II Щедрим, який був коронований у Гнезні в 1076 р.
Місто було знищене знову вторгненням Тевтонських Лицарів в 1331 році. Після адміністративної реформи стало графством в межах Каліського воєводства (починаючи з XIV сторіччя до 1768 року). Гнезно постраждало від великих пожеж в 1515, 1613 рр., було знищено протягом Шведських вторгнень XVII—XVIII сторіч і чумою 1708—1710 років. Все це викликало знелюднення і економічний занепад, але місто було скоро відновлене протягом XVIII сторіччя, щоб стати Гнезненським воєводством в 1768 р.
З 1793 р. Гнезно входило до складу Пруссії (окрім періоду 1807—1815 років, коли належало до Варшавського герцогства). З 1918 року місто знаходиться у складі Польщі.
З містом Гнезно тісно пов'язана особа св. Войцеха (Адальберта) — єпископа, місіонера і мученика, який є покровителем міста.

## Архітектурні пам'ятки
Готичні костели — Діви Марії (близько 1342—1415 рр.); від костелів X і XI ст. збереглися керамічні плитки підлоги, і знамениті «Гнезненські двері», бронза, близько 1170 р.; готичні, ренесансні і барокові капели і надгробки, зокрема надгробок З. Олесьницького (мармур, 1495, скульптор Віт Ствош), св. Яна (XIV ст., фрески 1340—1360 рр.); костел і монастир францисканців (XIII ст., перебудований у XVII—XVIII ст.).

## Транспорт
Діє залізничний вузол.

## Економіка
У місті є підприємства швейної, харчової, шкіряної промисловості.

## Демографія
Демографічна структура станом на 31 березня 2011 року:
|          | Загалом | Допрацездатний вік | Працездатний вік | Постпрацездатний вік |
| -------- | ------- | ------------------ | ---------------- | -------------------- |
| Чоловіки | 33832   | 6624               | 23778            | 3430                 |
| Жінки    | 36490   | 6254               | 21832            | 8404                 |
| Разом    | 70322   | 12878              | 45610            | 11834                |

## Українські сліди
У місті знаходиться могила Володимира Чайковського (1895—1966), сотника 6-ї Січової стрілецької дивізії Армії УНР, учасника оборони Замостя у серпні 1920 р.

## Відомі люди
У місті народився:
- Курт Янке (1882—1945) — американець німецького походження, німецький розвідник та диверсант.

## Галерея

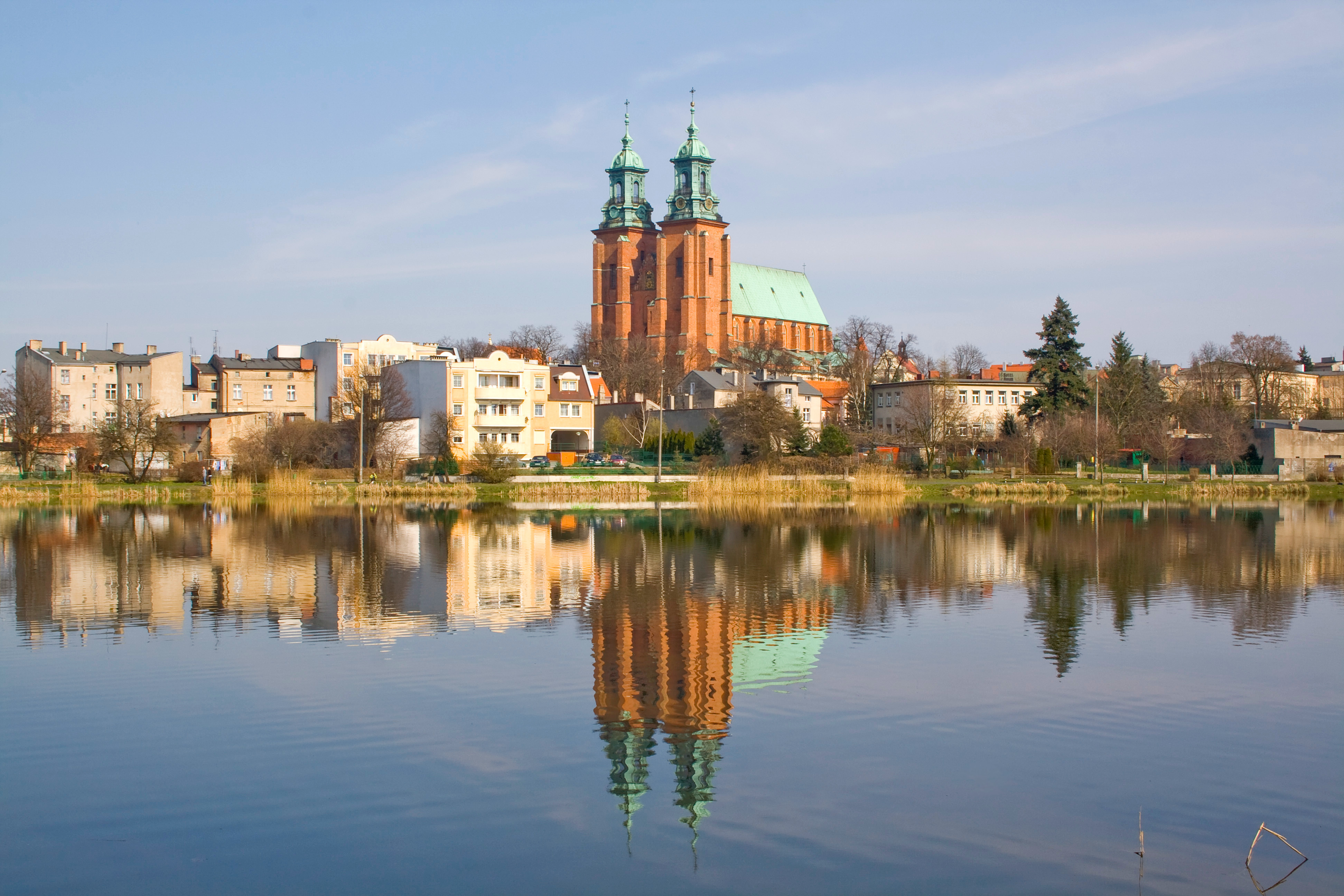
Примасівська базиліка
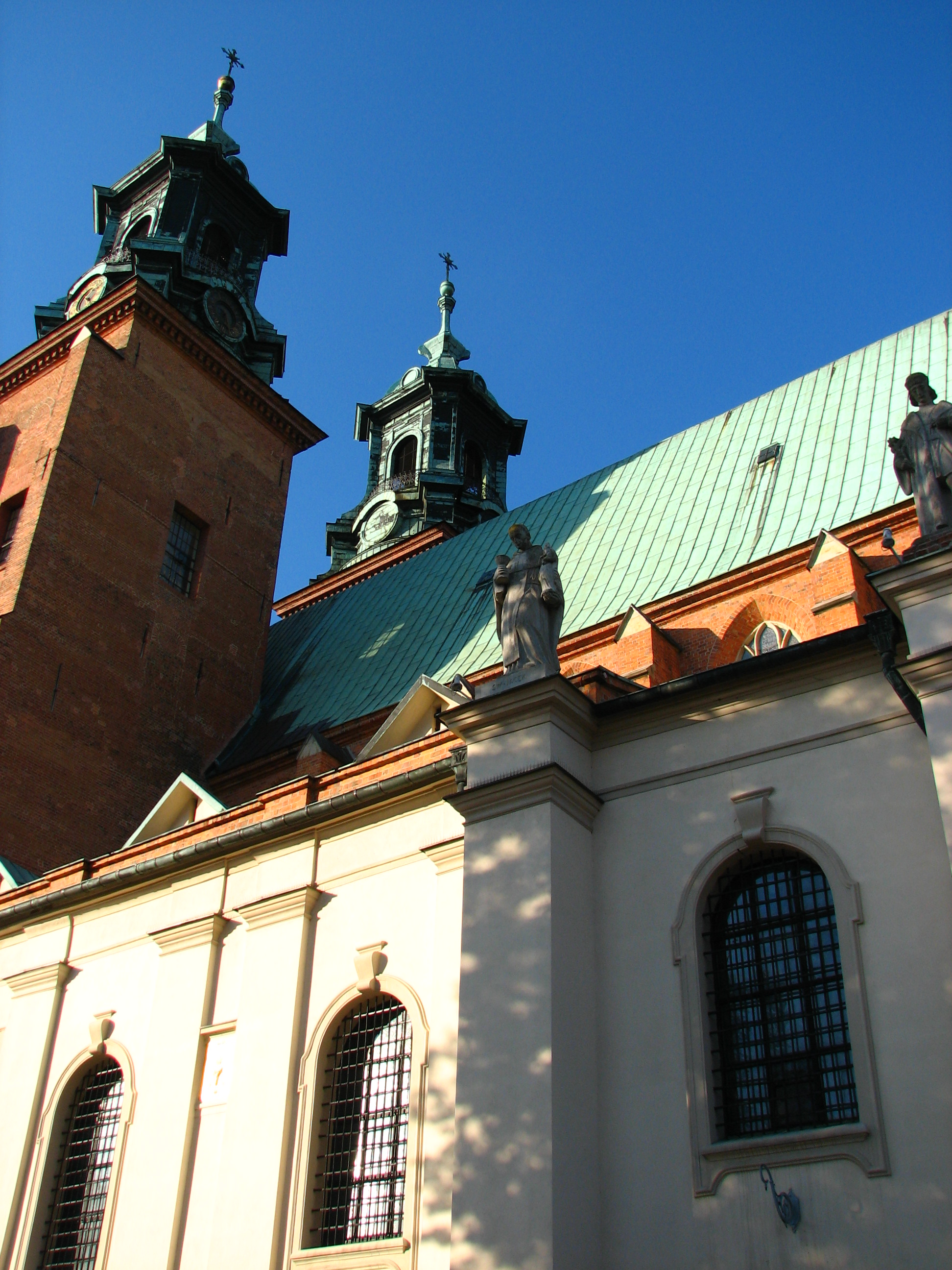
Вежі базиліки
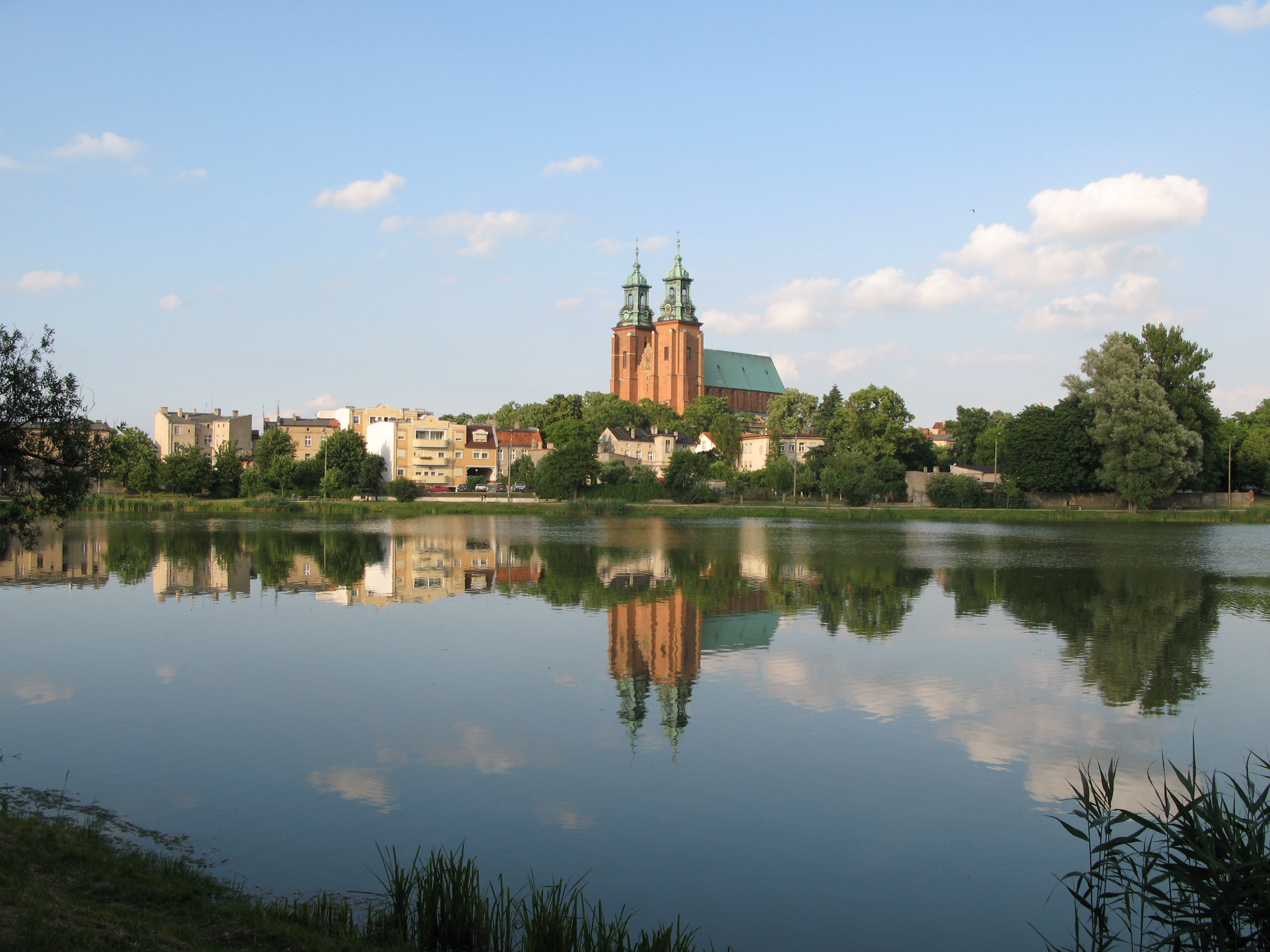
Став
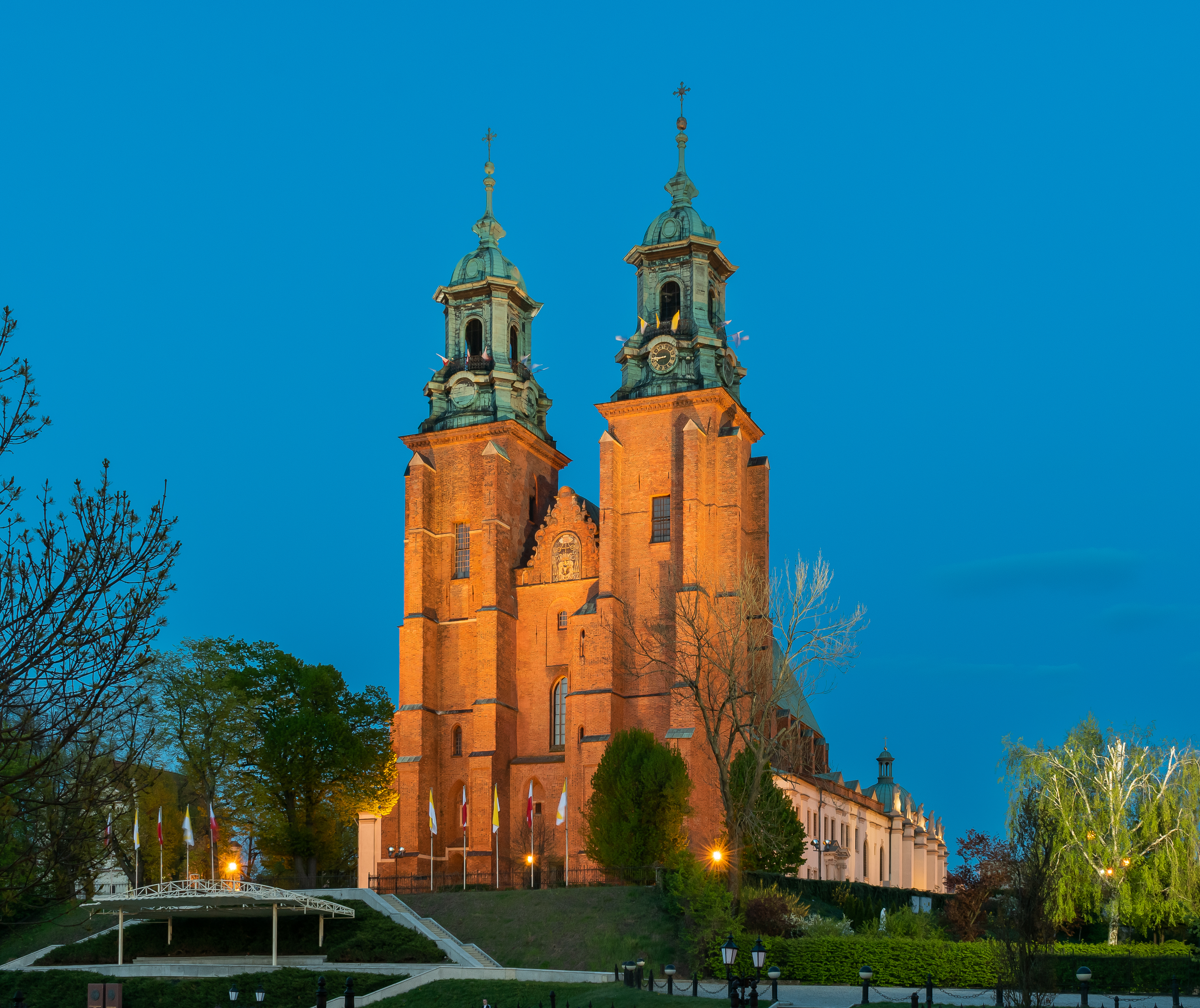
Базиліка вночі
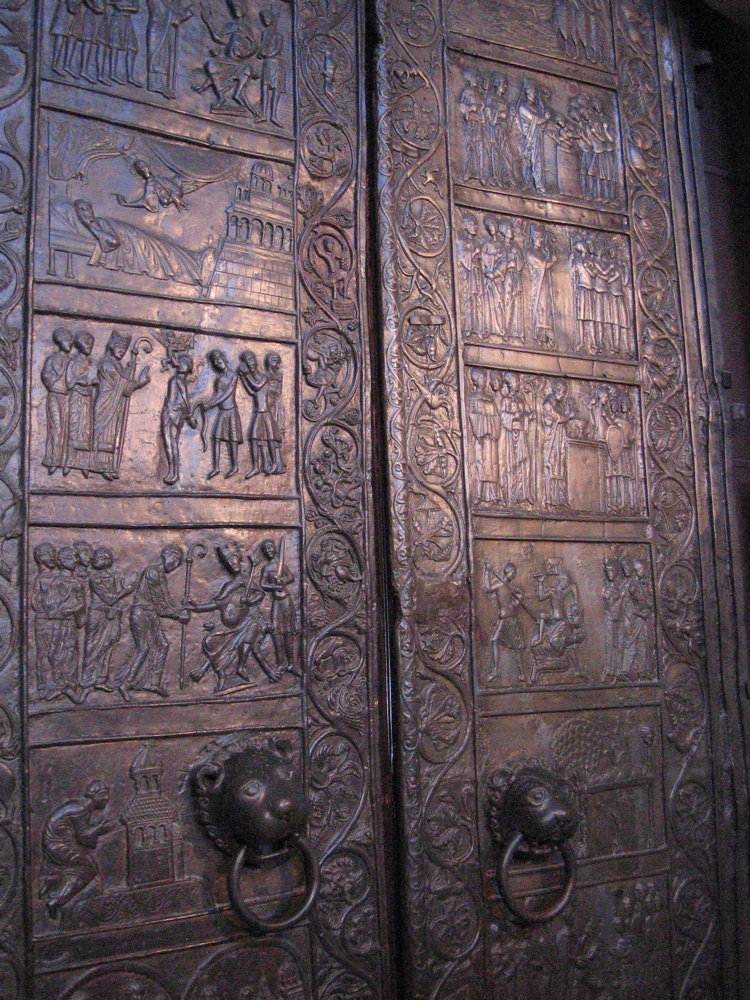
Гнезненські ворота
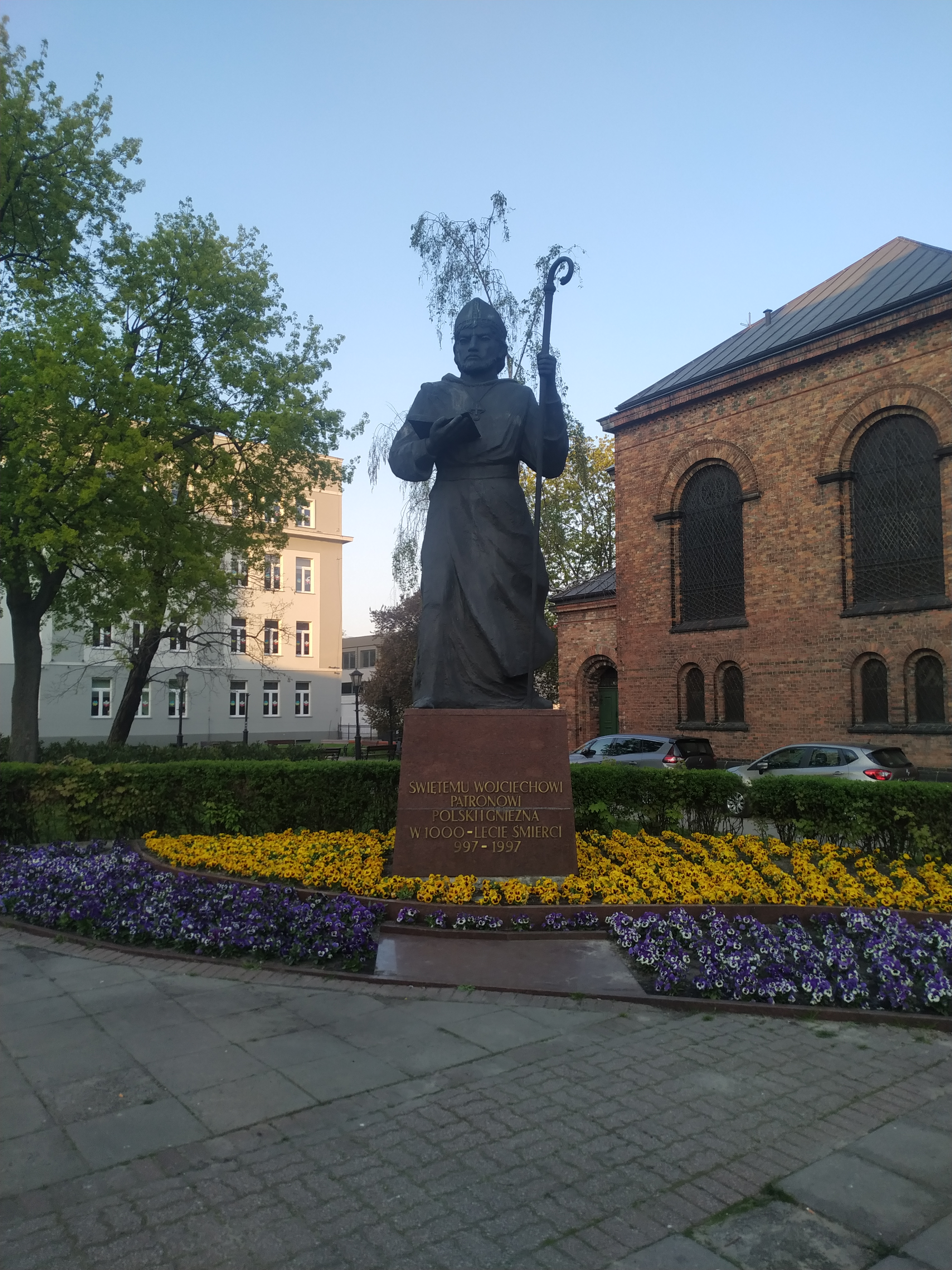
Пам'ятник св. Войцехові